# الاستيطان العشوائي في الولايات المتحدة
يصف مصطلح الاستيطان العشوائي في الولايات المتحدة الجوانب العملية والقانونية للاستيطان العشوائي (الاستخدام غير المصرح به للعقارات) في الولايات المتحدة الامريكية.
تختلف تشريعات الاستيطان العشوائي من ولاية إلى أخرى ومن مدينة إلى أخرى. مع ذلك وفي معظم الأحيان نادراً ما يُتساهل بخصوص الاستيطان العشوائي بأي درجة لفترة طويلة، وبشكل خاص في المدن. كانت هناك بعض الحالات الاستثنائية خصوصاً عام 2002 عندما وافقت إدارة مدينة نيويورك على تسليم إحدى عشرة مبنى من المباني المستوطنة بشكل عشوائي في الجزء الشرقي السفلي من المدينة لمجموعة غير ربحية بشرط أن تُسلّم الشقق إلى المستأجرين فيما بعد لتكون مساكن اجتماعية منخفضة الدخل.
يمكن أن يكون المستوطنون العشوائيون من الشباب الذين يعيشون في منازل فاسقة أو ذوي الدخل المنخفض أو المشردين. تزايد في الآونة الأخيرة عدد الأشخاص الذين يستوطنون المنازل المرهونة بشكل عشوائي باستخدام مستندات مزورة. حتى أنه هناك تبليغات حول أشخاص يستوطنون منازلهم المرهونة بشكل غير قانوني.

## الحماية القانونية
أقرت إدارة مراسيم الحيازة الزراعية في الولايات المتحدة الأمريكية بشكل قانوني مفهوم مبدأ الحيازة الزراعية وميّزته عن الاستيطان العشوائي، لأن القانون أعطى المزارعين طريقة قانونية للاستيلاء على الأراضي «مجهولة المالك» قانونياً. بالإضافة إلى ذلك فإن الولايات الأمريكية التي تعاني نقص في الإسكان إلى التساهل مع المستوطنين غير القانونيين في المناطق قيد التطوير إلى أن يكون المطور جاهزاً لبدء العمل. مع ذلك وحتى في تلك المرحلة تُفرض القوانين غالباً. وُقع على قانون مراسيم الحيازة الزراعية من قبل أبراهام لينكولن في 20 مايو عام 1862 وسُنّ لتعزيز إعادة تخصيص الأراضي «غير المسوّاة» في الغرب. ينطبق القانون على المواطنين الأمريكيين والمواطنين المحتملين الذين لم يرفعوا سلاحاً في وجه الحكومة الأمريكية إطلاقاً. تطلب الأمر التزاماً لمدة خمس سنوات ليصبح المالك قادراً على بناء مسكن طوله 12 إلى 14 قدماً وتطوير أو تشغيل قطعة الأرض التي تبلغ مساحتها 160 فداناً (0.65 كيلومتر مربع). بعد خمس سنوات من المساهمة الإيجابية في المنزل يمكن لصاحب المنزل أن يقدم طلباً للحصول على سند ملكية والذي يستلزم إرسال الأوراق إلى المكتب العقاري العام في واشنطن العاصمة ومن هناك «تُمنح المطالب المشروعة صحيحةً وواضحة». علاوةً على ذلك، كان هناك ثغرات في هذا القانون بما في ذلك الشروط المخصصة لأولئك الذين يخدمون في الجيش الأمريكي. بعد الحرب الأهلية، كان بإمكان نقابة المحاربين القدامى اقتطاع فترة خدمتهم في الجيش من مدة شرط الاستيطان البالغة خمس سنوات. 
في القانون العام ومن خلال المفهوم المعترف به قانونياً للحيازة السلبية، يمكن أن يصبح المستوطن مالكاً حسن النية للملكية دون إعطاء تعويض للمالك السابق. الحيازة السلبية هي العملية التي يكتسب بموجبها الشخص حق ملكية قطعة أرض من خلال احتلالها لعدد من السنوات اللازمة، وهذا مفروض بشكل مختلف ضمن ممارسة كل ولاية لنظام التقييد الأساسي واتخاذ إجراء بالإخلاء. أحد المتطلبات الضرورية لنقل الملكية أن يكون المالك على علم (أو من الأفضل أن يكون على علم) باحتلال الأرض دون أن يقوم أو تقوم بأي فعل محاولةً لوضع حد للموضوع. في حال لم يجري تفقد الأرض المحتلة للرقم المفترض من السنوات فإن الشخص الذي احتلها بإمكانه المطالبة بحقوقه القانونية بالأرض.

## إطلاق رابطة المنظمات الاجتماعية للإصلاح حملات وطنية (أكورن)
كانت أكورن أولى المنظمات في الولايات المتحدة الأمريكية التي تطلق حملات استيطان وطنية لتحدي وتحويل سياسات الإسكان الفيدرالية والمحلية لتوفير مساكن يمكن تحمل تكلفتها.
أطلقت أكورن عام 1979 حملة استيطان للاحتجاج على سوء إدارة برنامج الحيازة الزراعية الريفي. وانتهت الحملة بتوفير المساكن ل 200 شخص ضمن 13 وذلك بين عامي 1979 و1982. في يونيو عام 1982 قامت أكورن ببناء مدينة خيام في واشنطن العاصمة، ونظمت اجتماعاً للكونجرس للفت الانتباه إلى محنة المشردين. في عام 1983 وكنتيجة لمظاهراتهم أُدرجت العديد من اقتراحات أكورن في قانون الإسكان والتنمية الحضرية والريفية لعام 1983. أدى هذا إلى فترة من الإسكان الريفي المحلي إذ ضُمنت ضريبة الملكية الجانحة على مستوى المدينة في البرنامج.
في عام 1981، قامت أكورن وشبكة التنظيم داخل المدينة بنقل مئات الناس إلى مباني شاغرة في فيلادلفيا. خلقت أفعال الاستيطان العشوائي اضطراباً لدرجة اضطرار الحكومة الفيدرالية لعرض منازل على هؤلاء المستوطنين في المباني المملوكة من قبل الحكومة الفيدرالية والبالغ عددها 67 مبنى في حال وافقوا على المغادرة. 
بين 15 يونيو و2 أغسطس من عام 1985، دعمت أكورن الأشخاص المشردين للاستيلاء على أكثر من 25 مبنى من ملكية المدينة في الحي الغربي في بروكلن في نيويورك. وقد اعتقل 11 شخصاً خلال هذه التحركات. ردت المدينة من خلال منح 58 مبنى للقاطنين السابقين من ملكية المدينة وأموال للمساعدة الفنية والمعمارية و2.7 مليون دولار كقروض لإعادة التأهيل. 

## نيويورك
في مدينة نيويورك، أصبح الأشخاص المشردون، الذين استوطنوا أماكن تحت الأرض ضمن نفق الحرية، يعرفون باسم الناس الخلد. وكانوا موضوع فيلم وثائقي حائز على جوائز يسمى أيام الظلام.
تشير التقديرات إلى أنه كان هناك في التسعينات ما بين 500 إلى 1000 مستوطن عشوائي يشغلون 32 مبنى في الجانب الشرقي السفلي في مانهاتن. جرى التخلي عن المباني نتيجة مضاربات من قبل المالكين أو غارات الشرطة كجزء من حملة لمكافحة المخدرات. 